# Rosulabryum billarderi
Rosulabryum billarderi là một loài Rêu trong họ Bryaceae. Loài này được (Schwägr.) J.R. Spence miêu tả khoa học đầu tiên năm 1996.